# 土屋計雄
土屋 計雄（つちや かずお、1921年〈大正10年〉9月7日 - 1989年〈平成元年〉6月21日）は、日本の実業家。第一ホテル社長や、同社会長、日本ホテル協会会長を務めた。

## 人物・経歴
第一ホテル創業者土屋計左右の長男として生まれる。1944年（昭和19年）、東京商科大学（現一橋大学）学部卒業。日本銀行を経て、第一ホテル取締役に就任。1953年（昭和28年）に阪急電鉄が新阪急ホテルを創業すると、同社取締役に就任し、創業に参画した。1966年（昭和41年）、日本交通公社取締役。同年から父の後任として第一ホテル取締役社長を務めた。1972年（昭和47年）からは父の後任として東宝監査役も務めた。1977年（昭和52年）、日本ホテル協会会長。1982年（昭和57年）、第一ホテル取締役会長。1985年（昭和60年）、藍綬褒章を受章。1986年（昭和61年）、土屋計雄奨学基金を開設。墓所は多磨霊園。

## 親族
父は第一ホテル創業者の土屋計左右。妻の喜久子は、明石照男と愛子（渋沢栄一の娘）の娘。長女・典子の夫は、河野雅治。また、次女・幸子の夫は、旧皇族・東久邇盛厚の次男・壬生基博。